# جهانشاه برومند
جهانشاه برومند(۹ بهمن ۱۳۲۷-) متخصص جراحی لثه، موسیقی دان و سیاستمدار ایرانی است.

## زندگی‌نامه
جهانشاه برومند در نهم اسفند ۱۳۲۷ به دنیا آمد. پدرش ادیب برومند شاعر ملی و رهبر پیشین جبهه ملی ایران بود. او تحصیلات خود را در تهران به پایان رسانید و سپس در رشته دندانپزشکی دانشگاه ملی مشغول به تحصیل می‌شود.

## فعالیت علمی
او در سال ۱۳۵۳ دوره تخصّصی دندانپزشکی را در رشته پریودونتولوژی (بیماری لثه) از دانشگاه تافتز واقع در ایالت ماساچوست شروع کرده و در سال ۱۳۵۶ به پایان می‌رساند و سپس به‌مدت یکسال در دانشکده دندانپزشکی دانشگاه بوستون مشغول به فعالیت و تحقیق می‌شود.
دکتر برومند در سال ۱۳۵۸ به ایران برگشته و به عنوان استادیار بخش پریودونتولوژی در دانشکده دندانپزشکی دانشگاه ملی مشغول به تدریس می‌شود وی سپس به تدریس پریودونتولوژی و ایمپلنت در دانشگاه علوم پزشک دانشگاه آزاد دانشکده دندانپزشکی مشغول شده و به دانشیار دانشکده دندانپزشکی دانشگاه آزاد در بخش پریو ـ ایمپلنت منسوب شد.

### عضویت در انجمن‌ها و فعالیت‌های اداری و علمی
1. عضو آکادمی پریودونتولوژی آمریکا از سال ۱۹۷۷ تا به امروز.
2. ایراد سخنرانی‌های متعدد در مجامع دندانپزشکی ایران و آمریکا و دانشکده‌های دندانپزشکی.
3. نگارش یا ترجمه مقالات مختلف در نشریات دندانپزشکی.
4. آموزش پریودونتولوژی به رزیدنتهای دانشکده‌های دندانپزشکی اصفهان و شهید بهشتی (ملی سابق).
5. دریافت مدرک ایمپلنتولوژی (ماسترو آمریکا) با بنیان مکتب دکتر کارل میش.
6. عضو کمیته علمی جامعه دندانپزشکی ایران تا سال ۱۳۷۰ و عضو کمیته علمی مجله تعاونی دندانپزشکان.
7. عضویت در انجمن پریودونتولوژی ایران.

## فعالیتهای سیاسی
برومند از اعضای حزب ایران و از اعضای شورای مرکزی جبهه ملی ایران از سال ۱۳۸۲ می‌باشد. وی همچنین در سازمان پزشکان جبهه ملی ایران از سال ۱۳۵۸ فعال بوده و نویسنده مقالاتی در نشریه پیام جبهه ملی ایران در دوران بعد از انقلاب بود.

## فعالیتهای هنری
برومند از شاگردان اساتیدی مانند عبدالحسین برازنده، پرویز یاحقی، حبیب‌الله بدیعی بوده و تا کنون چنیدن آلبوم همراه با اساتیدی مانند گلپا، ادیب برومند، ایرج، علی تجویدی، مهندس همایون خرم، پرویز یاحقی و حبیب‌الله بدیعی، فریدون احتشامی و جهانگیر ملک، فضل‌الله توکل و … به عنوان آهنگساز و نوازنده ویالون منتشر کرده است.

### آثار
از برومند آلبوم‌های زیر منتشر شده است:
1. آبی آرام موج (تکنوازی ویلون همراه ضرب علی ترشیزی و هوشنگ مهرورزان)
2. باغی از غزل - شعر و صدای استاد ادیب برومند (به نوازندگی جهانشاه برومند، فریدون احتشامی، مهران مهتدی، جهانگیر ملک )
3. برگریزان (تکنوازی در شور و اصفهان)، همراه تنبک   جهانگیر ملک
4. بوی کوچه باغها (بداهه نوازی ویلون به‌همراه سنتور فضل‌الله توکّل و تنبک علیرضا توکّل )
5. ترنم ۱ (بداهه نوازی ویلون به‌همراه سنتور همایون همدانیان و تنبک سعید رودباری و علی ترشیزی)
6. ترنم ۲ (بداهه نوازی ویلون به‌همراه سنتور همایون همدانیان و تنبک سعید رودباری و علی ترشیزی)
7. چشم براه ویلون:جهانشاه برومند، تنبک:سعیدرودباری
8. خاطره (فانتزیهائی با ویلون به‌همراه ساز الکترونیک ساعد ناهید)
9. دیگه این آخر کاره (آلبوم از گلپا - آهنگ ساز جهانشاه برومند)[۱۲]
10. زنده در یاد (اجراء آهنگهای جاودانه به‌همراه پیانو   فریبرز حیدری و تنبک علی ترشیزی)[۱۳]
11. زنده در یاد[۱۳]
12. سرشار از خاطره (اجرای آهنگهای جاودانی به‌همراه سنتور همایون همدانیان و تنبک سعید رودباری)
13. سنگ صبور آلبوم از ( ایرج (خواننده) -آهنگساز جهانشاه برومند)[۱۲]
14. کوچ شب (آهنگساز)[۹][۱۱][۱۴]
15. نوای آشنا (تکنوازی ویلون به‌همراه ضرب جهانگیر ملک و مهرورزان)
16. همزبان (بداهه‌نوازی ویلون به‌همراه تار و سه‌تار فریدون احتشامی و تنبک جهانگیر ملک )
17. همنوازی بداهه (ویلون جهانشاه برومند ـ تار فریدون احتشامی ـ تنبک   جهانگیر ملک و علی ترشیزی[۱۰]